# Alex Smithies
Alex Smithies (ur. 5 marca 1990 w Huddersfield) – piłkarz grający na pozycji bramkarza w Cardiff City.

## Młodość i dzieciństwo
Smithies urodził się w Huddersfield, West Yorkshire. Dorastał w Golcar, w rejonie Colne Valley w Huddersfield. Uczęszczał do Colne Valley High School w Linthwaite. W dzieciństwie kibicował miejscowej drużynie Huddersfield Town. Smithies wcześniej grał w piłkę nożną dla Westend Juniors w lokalnych ligach Huddersfield, a do akademii Huddersfield Town dołączył w wieku 8 lat.

## Kariera klubowa

### Huddersfield
Po przejściu przez  szczeble akademii klubowej Huddersfield, Smithies zadebiutował w dorosłej drużynie 5 grudnia 2007 roku, wchodząc na boisko w 76. minucie meczu za ukaranego czerwoną kartką Matta Glennona. Od pierwszej minut po raz pierwszy wystąpił w przegranym 4-0 meczu z Leeds United 8 grudnia.
Pierwszy występ Smithiesa na stadionie Galpharm miał miejsce 6 grudnia 2008 roku i pomógł odnieść zwycięstwo Huddersfield 2-1 nad Walsall. Pierwsze czyste konto dla klubu zachował 13 grudnia 2008 roku, w wygranym 1-0 meczu z Southend United. Smithies obronił rzut karny wykonywany przez Jamesa Walkera, 10 minut przed końcem spotkania. Smithies stał się podstawowym bramkarzem przez resztę sezonu 2008-2009, a po przybyciu menedżera Lee Clarka, dostał koszulkę z numerem 1.

### Queens Park Rangers
25 lipca 2015 roku Smithies podpisał trzyletnią umowę z Queens Park Rangers.

### Cardiff City
28 czerwca 2018 roku Smithies dołączył do beniaminka Premier League – Cardiff City.

## Kariera reprezentacyjna
Smithies ma na swoim koncie cztery mecze dla reprezentacji Anglii U-16 i 10 występów dla Anglii U-17, w tym pięć podczas Mistrzostw Świata FIFA U-17 w Korei Południowej. W tym konkursie pomógł Anglii awansować do ćwierćfinałów, zanim ostatecznie zostali wyeliminowani przez Niemców po porażce 4-1.
20 listopada 2007 roku Smithies zadebiutował w drużynie Anglii U-18, gdzie zagrał 45 minut w wygranym 2-0 meczu z Ghaną na Gillingham's Priestfield Stadium. W listopadzie 2008 roku Smithies otrzymał swoje pierwsze zgłoszenie do reprezentacji Anglii U-19 na mecz towarzyskim z Niemcami. Jego pierwszy mecz w kadrze U-19 miał miejsce przeciwko Hiszpanii U-19 na stadionie Dean Court 10 lutego 2009 roku.
24 sierpnia 2010 roku Smithies otrzymał swoje pierwsze powołanie do reprezentacji Anglii U-21 na mecze przeciwko Portugalii i Litwie.